# Emil Reesen
Emil Reesen, né le 30 mai 1887 à Copenhague et décédé le 27 mars 1964 à Gentofte, est un compositeur, chef d'orchestre et pianiste danois. Il est l'auteur de ballets et d’opéras, mais aussi de musique de film. Son opérette Farinelli (1942), est encore populaire de nos jours.

## Biographie
Emil Reesen suit d'abord les cours de professeurs privés comme Vilhelm Rosenberg et de Siegfried Langgaard, élève de Franz Liszt. Il fait ses débuts comme pianiste de concert en 1911. Pendant quelques années, il travaille comme musicien dans un restaurant, arrangeur et chef d'orchestre. Entre 1925 et 1927 il étudie à Paris. De 1927 à 1936, il est chef de l'Orchestre symphonique national du Danemark (avec Launy Dahl). Sa coopération avec la Radio danoise prend fin lorsque Reesen conteste un certain nombre de points de son contrat. Il est congédié de son poste de chef d'orchestre malgré le soutien de ses nombreux amis et partisans lors de son dernier concert à la radio. En 1931, il commence à travailler en tant que chef de ballet au Théâtre royal danois. Plus tard, il dirige l'Orchestre symphonique de Vienne et enregistre avec l'Orchestre philharmonique de Berlin. Emil Reesen est le père du compositeur Morten Reesen (1928-1961) et le grand-oncle du compositeur Frederik Magle.

## Œuvres principales
- 1926 Rapsodien Himmerland
- 1928 Variationer over et tema af Schubert
- 1931 Gaucho, ballet
- 1933 Gudindernes Strid, ballet
- 1934 Zaporogerne, ballet
- 1941 Trianon. Suite dans le style ancien
- 1941 Historien om en Moder, opéra
- 1942 Farinelli, opérette (livret: Mogens Dam)
- 1948 Gadeprinsessen, opérette
- 1950 Video, ballet pour la télévision
- 1924 Lille Lise Let-på-Tå, revue
- 1925 Adrienne med sin luftantenne, ballet pour la télévision
- 1925 Roselille men uden mor, revue
- 1925 Vil du sænke dit øje, revue
- 1941 Et Flag er smukkest i Modvind (Poul Sørensen)
- 1944 To som elsker hinanden (Viggo Stuckenberg)
- 1948 Vuggevise (Mogens Kaarøe)

## Musiques de film
- 1922 Häxan
- 1937 Flådens blå matroser
- 1937 Plat eller krone
- 1940 En desertør
- 1941 Niels Pind og hans dreng
- 1941 En forbryder
- 1943 Kriminalassistent Bloch
- 1944 Familien Gelinde
- 1944 Spurve under taget
- 1946 Oktoberroser
- 1948 Hvor er far ?
- 1950 Din fortid er glemt

## Sources
- (en) Cet article est partiellement ou en totalité issu de l’article de Wikipédia en anglais intitulé « Emil Reesen » (voir la liste des auteurs).